# Metcalfe
Metcalfe és una població dels Estats Units a l'estat de Mississipi. Segons el cens del 2000 tenia 1.109 habitants.

## Demografia
Segons el cens del 2000, Metcalfe tenia 1.109 habitants, 386 habitatges, i 272 famílies. La densitat de població era de 428,2 habitants per km².
Dels 386 habitatges en un 44% hi vivien nens de menys de 18 anys, en un 23,3% hi vivien parelles casades, en un 43,8% dones solteres, i en un 29,5% no eren unitats familiars. En el 27,5% dels habitatges hi vivien persones soles el 9,8% de les quals corresponia a persones de 65 anys o més que vivien soles. El nombre mitjà de persones vivint en cada habitatge era de 2,87 i el nombre mitjà de persones que vivien en cada família era de 3,54.
Per edats la població es repartia de la següent manera: un 40,8% tenia menys de 18 anys, un 11,6% entre 18 i 24, un 24% entre 25 i 44, un 16,3% de 45 a 60 i un 7,3% 65 anys o més.
L'edat mediana era de 23 anys. Per cada 100 dones de 18 o més anys hi havia 56,4 homes.
La renda mediana per habitatge era de 15.000 $ i la renda mediana per família de 18.295 $. Els homes tenien una renda mediana de 21.307 $ mentre que les dones 16.793 $. La renda per capita de la població era de 8.050 $. Entorn del 43% de les famílies i el 47,4% de la població estaven per davall del llindar de pobresa.

## Poblacions més properes
El següent diagrama mostra les poblacions més properes.